# Seo Hyun-jin
Seo Hyun-jin née le 27 février 1985 à Seoul, est une actrice et chanteuse sud-coréenne.

## Biographie
Seo a fait ses débuts en tant que chanteuse principale du groupe de filles sud-coréen M.I.L.K. en 2001 et a continué jusqu'à la dissolution du groupe en 2003. Elle a contribué des chansons en tant qu'artiste solo après la dissolution du groupe avant de passer au théâtre. en 2006.

### Début de carrière (2006-2014)
Seo a fait ses débuts d'actrice dans la comédie musicale La Mélodie du bonheur (2006) qu'elle considère comme un tournant dans sa carrière. Elle fait des apparitions dans plusieurs séries télévisées et films telles que Hwang Jini (2006), HIT (2007), et le film queer Ashamed (2011).
Seo attire l'attention pour sa performance plus subtile dans The Duo (2011), en tant que garçon manqué du quartier qui devient plus tard un kisaeng,,. Elle incarne son premier méchant dans Feast of the Gods (2012), en tant que chef trop ambitieux pris dans une rivalité,,. Seo incarne des rôles principaux dans deux drames historiques The King's Daughter, Soo Baek-hyang (2013) etThe Three Musketeers (2014).
Elle est surtout connue pour son rôle principal en tant que Oh Hae-young dans la série télévisée de comédie romantique Another Miss Oh (2016), qui lui a valu une plus grande reconnaissance. Seo a depuis continué à avoir la distribution principale dans le mélodrame médical Dr. Romantic (2016–2017), Temperature of Love (2017), The Beauty Inside (2018), and You Are My Spring (2021), et Why Her (2022).
En 2024, elle joue le rôle principal de Pour seul bagage, (the trunk) un drama sur Netflix diffusé depuis le 29 novembre 2024. 